# Piko
Piko (p) – przedrostek jednostki miary oznaczający mnożnik 0,000 000 000 001 = 10−12 (jedna bilionowa).

## Najczęstsze zastosowania
- pF – pikofarad
- pm – pikometr – miara odległości między atomami w związkach chemicznych
- ps – pikosekunda
- pl – pikolitr – miara objętości kropli tuszu wyrzucanego przez głowice drukarek atramentowych